# Коваль, Орест Романович
Орест Романович Коваль (род. 29 октября 1949, Львов) — советский и украинский пианист, органист, педагог, продюсер, музыкально-общественный деятель из Сум.
Член президиума Ассоциации органистов и органных мастеров Национального всеукраинского музыкального союза, Заслуженный работник культуры Украины.

## Биография
Учился в музыкальной школе во Львове. Окончил Киевскую государственную консерваторию им. П. И. Чайковского (1974, класс фортепиано — проф. Т. Кравченко, 1983 класс органа — проф. Г. Булибенко).
Приехав в Сумы, сначала преподавал в Музыкальном училище им. Бортнянского. Однажды ему предложили освоить орган. В Сумах тогда задумали установить этот инструмент. Дело для Ореста показалось интересным и перспективным. Впрочем, пока он учился, должность штатного органиста отдали другому музыканту. Коллеги тогда, в подобной иронии судьбы, видели одну причину — Орест для Сум «слишком западный» и «вызывающе украинский», потому что упорно не желал переходить на «правильный», — русский язык, даже в частном общении. Предложили должность органного мастера. Однако, несмотря на перипетии, оптимистичная натура не позволила Оресту сетовать на судьбу, на «сложившиеся обстоятельства», или на тех, кто эти обстоятельства создал.
Если бы сразу стал органистом, то вряд ли я добился бы того, чего достиг сегодня. А так я был поставлен перед необходимостью выживания, пришлось многому учиться. …В общем все проблемы, считаю, только на пользу человеку, они заставляют его искать новые пути, двигаться вперёд…
Так Орест начал длительные творческие поиски, приходилось и работать в других городах, и гастролировать.
Поскольку я не был утруждён стабильной ставкой, то должен был организовывать концерты самому себе. И я научился это делать. Ещё почувствовал, что хочу не только играть, а общаться с людьми. Мне казалось, что это поможет мне избавиться от сценического волнения. В Ровно, когда работал там органистом, начал сам вести свои концерты. Но волнение, наоборот, выросло в два-три раза. Сначала. А потом действительно пришло понимание, что общение глаза в глаза рядом с игрой даёт неизмеримо более близкий контакт с людьми… Поэтому, научившись организовывать концерты для себя, я подумал: почему не сделать то же для друзей? И назвать это фестивалем…
В 1993—2010 годах Коваль организовал и провёл на Украине 40 фестивалей классической музыки: 17 международных фестивалей органной и камерной музыки ORGANUM (Сумы), 3 всеукраинских и международных фестиваля джазовой музыки Jazz-fest (Сумы), 15 международных фестивалей музыки И. С. Баха Bach-fest (Сумы), Международный фестиваль камерной музыки (Шостка, 1994). Всеукраинский фестиваль «30 лет органного искусства» (108 концертов в 10 городах Украины, 2000—2001), 3 международных фестиваля органной музыки LIVALIA-FEST (Ялта, 2005, 2006, 2007).
Коваль сотрудничает с международными организациями, посольствами иностранных государств на Украине, шесть раз получал гранты Международного фонда «Возрождение». В 2002 году при поддержке Посольства Австрии на Украине издал на украинском языке книгу известного австрийского музыканта Н. Харнонкурта «Музыка как язык звуков».
В 1998 году Коваль основал ансамбль камерной музыки «Органум» (скрипка, флейта, виолончель, клавесин), с которым гастролировал по городам Украины.
Руководитель музыкальной секции Художественного центра «Собор» (Сумы), где осуществлял проекты «Музыкальный подарок», «Серебряно звенит клавесин», и серии концертов силами местных музыкантов и украинских артистов.
В Сумах побывало много музыкантов с Украины и из зарубежья: Австрия, Белоруссия, Голландия, Италия, Канада, Латвия, Молдавия, Польша, Россия, Словакия, США, Венгрия, Финляндия, Франция, ФРГ, Швейцария, Швеция, Япония. Выступали прославленные органисты: Евгения Лисицына из Латвии, Эрик Лебрен из Франции, Юлиан Гембальский, из Польши; украинская певица Ольга Пасечник, кларнетиста Вероника Кузьмина, Киевский квартет саксофонистов, камерные хоры, оркестры, ансамбли. Каждый фестиваль знакомит интеллигенцию города и студенчество с мировой культурой, наследием, высокой музыкой.
Одно из направлений деятельности Коваля — поддержка молодых талантов. Неоднократно организовывал мастер-классы ведущих музыкантов мира для молодых украинских исполнителей (клавесин, орган, скрипка, виолончель) и творческие встречи с музыкальной общественностью, преподавателями, студентами и учащимися учебных заведений города Сумы и Сумской области.
Очерк о деятельности Коваля вошёл в альманах «Земляки» (2003, изд. при поддержке Сумского землячества в Киеве) и книги о выдающихся людей Сумской области «Кто есть кто на Сумщине» (2005).
В рейтинговом голосовании экспертов областной газеты «Панорама» вошёл в «Золотую десятку» за вклад в развитие культуры и духовности региона (2005) и в рейтинг «Топ-50» самых авторитетных и влиятельных людей региона (2006, 10 место; 2007, 5 место; 2008, 1 место). Награждён медалью Сумского горсовета «За заслуги перед городом» (2006) и «За заслуги перед городом» ІІІ степени (2009). Пропагандирует классическое музыкальное искусство в серии программ на областном телевидении.
Деятельность широко освещается в фестивальных телепрограммах, в областной и всеукраинской прессе, на страницах Интернета.